# 6908 Kunimoto
6908 Kunimoto este un asteroid din centura principală de asteroizi.

## Descriere
6908 Kunimoto este un asteroid din centura principală de asteroizi. A fost descoperit pe 24 noiembrie 1990 la Kitami de Kin Endate și Kazuro Watanabe. El prezintă o orbită caracterizată de o semiaxă mare de 2,75 ua, o excentricitate de 0,09 și o înclinație de 5,6° în raport cu ecliptica.